# Полевой конёк
Полевой конёк (лат. Anthus campestris) — вид птиц семейства трясогузковых.

## Описание

### Внешний вид
Размером мельче степного конька. Коготь заднего пальца длиной менее 12 мм. Общая окраска спинной стороны желтовато-песочно-бурая с темными пестринами. Задняя часть спины, поясница и надхвостье без пестрин. Брюшная сторона охристо-беловатая с буроватым оттенком на груди и боках. На зобе и по его сторонам расплывчатые буроватые штрихи. «Бровь» светлая. Крайние две пары рулевых охристо-белые с бурыми клиньями. У молодых птиц спинная сторона с чешуйчатым рисунком, а брюшная — с обильным развитием пестрин по бокам горла, на груди и по бокам тела.

### Голос
Поёт во время волнообразного токового полёта. Песня — «…ли-…ли», позывка — короткое «…ит».

## Распространение
Полевой конёк распространён в Евразии и Северной Африке. Населяет в первую очередь открытые, тёплые ландшафты, такие как степи, полупустыни и пустыни. 

## Питание
Полевой конёк питается насекомыми, прежде всего, жуками, саранчой, двукрылыми и муравьями, при выкармливании птенцов важную роль играют также гусеницы бабочек.

## Размножение

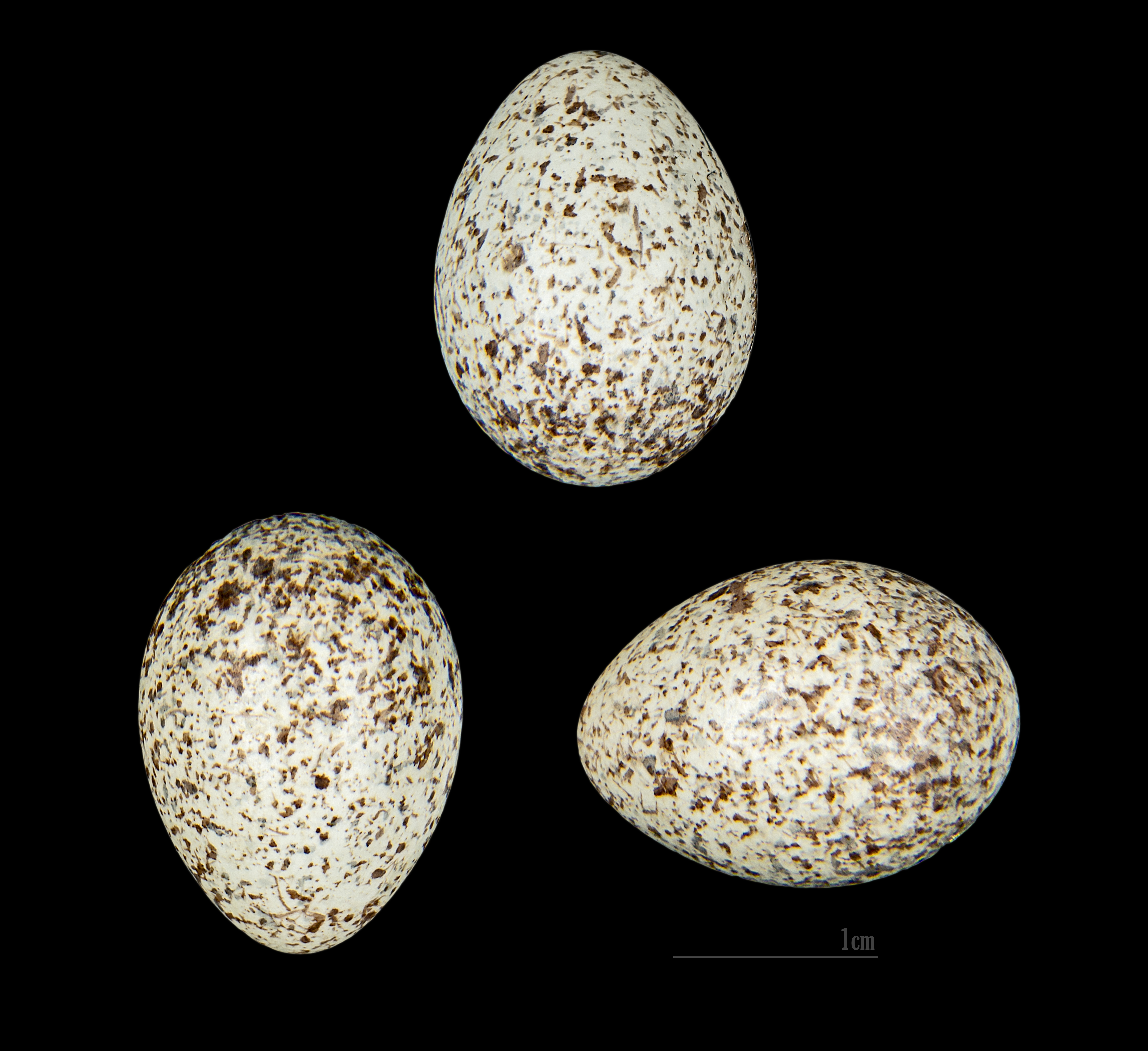
Anthus campestris

Гнездо устраивается скрытно в растительности на земле. Строится оно из тонкого растительного материала. Откладывание яиц происходит в Центральной Европе с середины мая до начала июня, нередко происходят повторные кладки, начиная с конца июня. Кладка состоит из 3—6, чаще 4—5 яиц. Инкубационный период длится 12—13 дней. Насиживает исключительно самка. Птенцов могут кормить обе родительские птицы, но чаще кормит одна самка. Молодые птицы становятся самостоятельными через 12—15 дней, однако, оперение полностью формируется только через 28—30 дней.